# Fulvio Caccia
Pour les articles homonymes, voir Fulvio Caccia (personnalité politique) et Caccia.
 (octobre 2015).
Si vous disposez d'ouvrages ou d'articles de référence ou si vous connaissez des sites web de qualité traitant du thème abordé ici, merci de compléter l'article en donnant les références utiles à sa vérifiabilité et en les liant à la section « Notes et références ».
Fulvio Caccia (né le 10 janvier 1952 à Florence, en Italie) est un écrivain italien contemporain, poète, nouvelliste et essayiste. 

## Biographie
Fulvio Caccia est diplômé de l'Université du Québec à Montréal en 1979.
Poète, romancier, essayiste, il publie cinq recueils de poésie parmi lesquels Irpinia, (Guernica, 1983), Scirocco (Triptyque, 1985), Aknos (Prix du Gouverneur-général du Canada 1994), et La chasse spirituelle, (le Noroît, 2005). En 1994, il publie Golden Eighties, un recueil de nouvelles (Montréal, Balzac) et en 1997 La république métis (Balzac), une réflexion sur les rapports entre culture, politique et mondialisation.
Il vit trente ans au Canada, avant de s'installer à Paris en 1988.
Ensuite il se consacre au roman. La ligne gothique (2004), La coïncidence (2005) et Le secret, publié à l’automne 2006 chez Triptyque, (Montréal) forment une trilogie qui interroge les ressorts de la fiction. 
Fulvio Caccia est conseiller à la direction d'EuroCanada, revue de littérature et de politique en ligne.
Il publie avec Bruno Ramirez et Lamberto Tassinari La transculture et viceversa (Triptyque, Montréal 2010) et Italie et Autres Voyages (le Noroît, Montréal / Bruno Doucey, Paris 2010)